# Mauro Agretti
Mauro Agretti (Livorno, 2 febbraio 1949 – Livorno, 18 settembre 2017) è stato un calciatore italiano, di ruolo difensore.

## Carriera

Agretti nel 1975 con la maglia della Sambenedettese

Dopo una stagione in Serie D con il Rosignano Sei Rose, viene acquistato dalla Reggiana. Nel 1967 è il Siena ad acquistarlo. Dopo due stagioni con i toscani, nel 1970 è l'Empoli ad acquistarlo a titolo definitivo. Nel 1970 viene acquistato a titolo definitivo dal Perugia, con cui disputa due campionati di Serie B. Viene quindi ingaggiato dalla Ternana, con cui esordisce in Serie A nel 1972.
Nel 1975 la Sambenedettese lo preleva a titolo definitivo dalla Ternana. Con i marchigiani disputa quattro stagioni in Serie B, collezionando 122 presenze. Nell'estate del 1978 passa al Parma, con cui ottiene la promozione in Serie B. Dopo due anni al Parma, nel viene ingaggiato dal Francavilla. Termina la carriera al Rosignano Sei Rose, in Interregionale.

## Statistiche

### Presenze e reti nei club
| Stagione              | Squadra               | Campionato            | Campionato | Campionato | Totale   | Totale |
| Stagione              | Squadra               | Campionato            | Presenze   | Reti       | Presenze | Reti   |
| --------------------- | --------------------- | --------------------- | ---------- | ---------- | -------- | ------ |
| 1965-1966             | Rosignano Sei Rose    | D                     | 12         | 0          | 12       | 0      |
| 1966-1967             | Reggiana              | B                     | 0          | 0          | 0        | 0      |
| 1967-1968             | Siena                 | C                     | 34         | 0          | 34       | 0      |
| 1968-1969             | Siena                 | C                     | 34         | 1          | 34       | 1      |
| Totale Siena          | Totale Siena          | Totale Siena          | 68         | 1          | 68       | 1      |
| 1969-1970             | Empoli                | C                     | 38         | 0          | 38       | 0      |
| 1970-1971             | Perugia               | B                     | 18         | 0          | 18       | 0      |
| 1971-1972             | Perugia               | B                     | 23         | 0          | 23       | 0      |
| Totale Perugia        | Totale Perugia        | Totale Perugia        | 41         | 0          | 41       | 0      |
| 1972-1973             | Ternana               | A                     | 24         | 0          | 24       | 0      |
| 1973-1974             | Ternana               | B                     | 20         | 0          | 20       | 0      |
| Totale Ternana        | Totale Ternana        | Totale Ternana        | 44         | 0          | 44       | 0      |
| 1974-1975             | Sambenedettese        | B                     | 32         | 0          | 32       | 0      |
| 1975-1976             | Sambenedettese        | B                     | 34         | 0          | 34       | 0      |
| 1976-1977             | Sambenedettese        | B                     | 28         | 0          | 28       | 0      |
| 1977-1978             | Sambenedettese        | B                     | 28         | 0          | 28       | 0      |
| Totale Sambenedettese | Totale Sambenedettese | Totale Sambenedettese | 122        | 0          | 122      | 0      |
| 1978-1979             | Parma                 | C1                    | 32         | 0          | 32       | 0      |
| 1979-1980             | Parma                 | B                     | 20         | 0          | 20       | 0      |
| Totale Parma          | Totale Parma          | Totale Parma          | 52         | 0          | 52       | 0      |
| 1980-1981             | Francavilla           | C1                    | 24         | 0          | 24       | 0      |
| 1982-1983             | Rosignano Sei Rose    | Interregionale        | 2          | 0          | 2        | 0      |
| Totale carriera       | Totale carriera       | Totale carriera       | 403        | 1          | 403      | 1      |